# Обмежувальний регіон

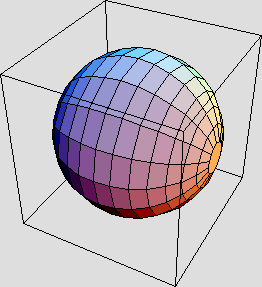
Сфера у своєму обмежувальному об'ємі

Обмежувальний регіон, також обмежувальний об'єм (англ. bounding region, англ. bounding volume) — це паралелепіпед зі сторонами, паралельними осям координат, що обмежує деякий геометричний об'єкт в просторі. При обертанні об'єкта паралелепіпед зберігає свою орієнтацію, однак може змінювати свої розміри. Активно використовується в програмуванні (наприклад в фізичних рушіях різних ігор) для пошуку перетинань, зіткнень різних об'єктів між собою.

Ряд геометричних форм укладених в спільний обмежувальний об'єкт на двовимірній площині

Частіше за розміри паралелепіпеда береться модуль максимальної різниці проєкцій на обрану вісь між двома точками. Однак замість паралелепіпеда може використовуватися куб зі стороною, рівною максимальному розміру об'єкта. За такого підходу об'єкт ніколи не вийде за межі куба, втрачатись точність[чого?].

## Використання
Обмежувальні об'єми найчастіше використовують для пришвидшення деяких типів тестів.[яких?]